# 화둥 사범대학
화둥 사범대학(중국어 간체자: 华东师范大学, 정체자: 華東師範大學, 병음: Huádōng Shīfàn Dàxué, East China Normal University, ECNU)은 중화인민공화국 상하이에 있는 국립 대학이다.

## 역사
1951년에 상하이에서 첫 개교된 화둥 사범대학은 중화인민공화국 교육부 직속의 국가중점대학으로 교육부로부터 211공정대학과 985공정대학으로 인가를 받았다. 이 대학 캠퍼스는 옛 대하대학(大夏大學)이 있던 곳이었다. 해마다 90여개 국가의 약 4300명의 외국인 유학생들이 이곳을 찾아서 중국어를 배우고 중국문화를 체험하고 있다.